# Andreas Modery
Andreas Modery ist ein deutscher Journalist und Gartenexperte. Er ist studierter Naturwissenschaftler und Sachbuchautor.

## Leben
Modery studierte Naturwissenschaften an Universitäten in Paris, Gent und München und arbeitete nach Abschluss seines Studiums an der Universität München. Er tritt als Gartenexperte beim Fernsehsender des Bayerischen Rundfunks für die Sendung Wir in Bayern und seine Eigenproduktion Mo’s grüne Welt für lokale Fernsehsender sowie bei den Radiosendern Antenne Bayern, Südtirol 1, Radio Tirol  und Spreeradio auf.
Außerdem zeichnet er verantwortlich für die Internetseiten gartenmagazin-tv.de und dolce-vita-tv.de.

## Publikationen
- Die besten Gartentips. Augustus (damals Imprint der Verlagsgruppe Weltbild[7]), Augsburg 1995,  ISBN 3-8043-0420-6.
- So blüht Südtirol. Garteln für jedermann. Athesia, Bozen 2005, ISBN 88-8266-269-1.
- Mo’s grüne Welt. Die besten Gartentipps von Andreas Modery. Kosmos, Stuttgart 2008, ISBN 978-3-440-11671-5.
- mit Engelbert Kötter: City-Gardening. Erfolgreich Gärtnern ohne Garten. Cadmos, Schwarzenbek 2014, ISBN 978-3-8404-7527-6.
- Kompost für alle Zwecke, Cadmos, Schwarzenbeck 2015, ISBN 978-3-8404-7539-9